# Proglumetacin
{{Drugbox-lat
| verifiedrevid = 400862995
| IUPAC_name        = 3-{4-[2-({[1-(4-chlorobenzoyl)-5-methoxy-2-methyl-1H-indol-3-yl]acetyl}oxy)ethyl]piperazin-1-yl}propyl N2-benzoyl-N,N-dipropyl-α-glutaminate
|synonyms = 3-[4-[2-[2-[1-(4-hlorobenzoil)-5-metoksi-2-metilindol-3-il]acetil]oksietil]piperazin-1-il]propil 4-(benzoilamino)-5-(dipropilamino)-5-oksopentanoat
| image             = Proglumetacin.svg
| width             =
| image2             =
| width2             =
| ChemSpiderID_Ref =  
| ChemSpiderID = 4752
| smiles = Clc1ccc(cc1)C(=O)n3c2ccc(OC)cc2c(c3C)CC(=O)OCCN4CCN(CC4)CCCOC(=O)CCC(C(=O)N(CCC)CCC)NC(=O)c5ccccc5
| StdInChI_Ref =  
| StdInChI = 1S/C46H58ClN5O8/c1-5-21-51(22-6-2)46(57)40(48-44(55)34-11-8-7-9-12-34)18-20-42(53)59-29-10-23-49-24-26-50(27-25-49)28-30-60-43(54)32-38-33(3)52(41-19-17-37(58-4)31-39(38)41)45(56)35-13-15-36(47)16-14-35/h7-9,11-17,19,31,40H,5-6,10,18,20-30,32H2,1-4H3,(H,48,55)
| StdInChIKey_Ref =  
| StdInChIKey = PTXGHCGBYMQQIG-UHFFFAOYSA-N
| CAS_number_Ref =  
| CAS_number        = 57132-53-3
| CAS_supplemental  = 59209-40-4  (maleat)
| ATC_prefix        = M01 
| ATC_suffix        = AB14
| PubChem           = 4921
| IUPHAR_ligand           =
| ChEMBL_Ref           =
| ChEMBL           =
| DrugBank_Ref           =
| DrugBank          = 
| C=46|H=58|Cl=1|N=5|O=8
| molecular_weight  = 844.43442 g/mol
| bioavailability   = 
| protein_bound     = 
| metabolism        = Hepatički
| elimination_half-life = 
| excretion         = 
| pregnancy_AU      =  
| pregnancy_US      =  
| pregnancy_category=  
| legal_AU          =  
| legal_CA          =  
| legal_UK          =  
| legal_US          =  
| legal_status      = 
| routes_of_administration = 
}}
Proglumetacin (Afloksan, Protakson i Proksil) je ne-steroidni antiinflamatorni lek. On se metabolizuje u telu do indometacina i proglumida, leka sa antisekretornim dejstvom koji pomaže u sprečavanju povreda sluzokože želuca. Proglumetacin se obično koristi u obliku maleatnih soli.

## Literatura
1. ↑  Setnikar I, Arigoni R, Chisté R, Makovec F, Revel L (1987). „Plasma levels of proglumetacin and its metabolites after intravenous or oral administration in the dog”. Arzneimittel-Forschung. 37 (6): 698—702. PMID 3663267.

## Spoljašnje veze
|  | Molimo Vas, obratite pažnju na važno upozorenje u vezi sa temama iz oblasti medicine (zdravlja). |